# San Francisco de los León
San Francisco de los León är en ort i Mexiko.   Den ligger i kommunen Cortazar och delstaten Guanajuato, i den centrala delen av landet, 220 km nordväst om huvudstaden Mexico City. San Francisco de los León ligger 1 763 meter över havet och antalet invånare är 385.
Terrängen runt San Francisco de los León är varierad. Runt San Francisco de los León är det ganska tätbefolkat, med 214 invånare per kvadratkilometer. Närmaste större samhälle är Cortazar, 11,4 km norr om San Francisco de los León. Trakten runt San Francisco de los León består till största delen av jordbruksmark.